# Blue Mountain Lake
Blue Mountain Lake es un área no incorporada (o conocidas como aldea) ubicada en el condado de Hamilton en el estado estadounidense de Nueva York. Blue Mountain Lake se encuentra ubicada dentro del pueblo de Indian Lake.

## Geografía
Blue Mountain Lake se encuentra ubicada en las coordenadas 43°51′09″N 74°28′16″O / 43.85250, -74.47111.